# Jamu (Pharao)
Jamu (nach anderer Lesart Ja'am) war ein altägyptischer Kleinkönig, der während der Hyksos-Zeit in der 16. Dynastie im Nildelta regierte. Er ist bisher nur durch Skarabäen belegt. Sein Eigenname ist semitischer Herkunft; die Zuweisung des Thronnamens Nebuweserre an Jamu durch William A. Ward ist unsicher, da sie nur aufgrund typologischer Ähnlichkeiten zwischen Skarabäen mit diesen beiden Namen erfolgte.